# Referéndum sobre la Constitución Europea en España

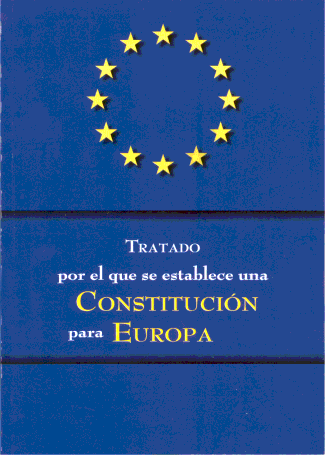
Portada de una edición del Tratado constitucional publicado y distribuido por el Gobierno español.

El referéndum sobre el Tratado que establece una Constitución para Europa se celebró en España el 20 de febrero de 2005, para consultar a los ciudadanos si España debía ratificar dicha Constitución de la Unión Europea. El resultado fue una victoria del 'sí', con el 77% de los votos. La participación fue la más baja que se ha producido desde la llegada de la democracia en 1977.
La pregunta que se hacía a los votantes era:
¿Aprueba usted el Tratado por el que se establece una Constitución para Europa?
El referéndum no era legalmente vinculante para el Gobierno, pero allanó el camino de la ratificación parlamentaria.

## Campaña
Tanto el Partido Socialista Obrero Español (PSOE), partido del gobierno de España, como el Partido Popular (PP), principal partido de la oposición, hicieron campaña en favor del 'sí'. A ellos se unieron el Partido Nacionalista Vasco (EAJ–PNV) el grupo nacionalista catalán Convergència i Unió (CiU), Coalición Canaria (CC) y Los Verdes (VERDES).
Entre los partidos que pedían el voto para el 'no' estaban Izquierda Unida (IU), Esquerra Republicana de Catalunya (ERC), Iniciativa per Catalunya Verds (ICV), el Bloque Nacionalista Galego (BNG), la Chunta Aragonesista (CHA), Eusko Alkartasuna (EA), la Comunión Tradicionalista o Falange Española de las JONS.
Los sindicatos Confederación General del Trabajo y Unión Nacional de Trabajadores pidieron el 'no' y los sindicatos Unión General de Trabajadores (UGT) y Comisiones Obreras (CCOO) pidieron el 'sí'.
Por otro lado, también hubo denuncias hacia las campañas informativas del Gobierno, pues estas pedían indirectamente el voto afirmativo. En el caso del Gobierno de Canarias, el texto de la campaña oficial era el mismo que el de la campaña de Coalición Canaria, así como el locutor.
El tratado se votó entre la apatía generalizada y el desconocimiento de sus contenidos. La victoria del sí era muy previsible y el interés de los políticos se centró en los datos de participación.[cita requerida]
| Postura de las organizaciones políticas ante el referendum |                                                                                          |
| Postura                                                    | Partido / Organización                                                                   |
| A favor                                                    | PSOE, PP, CiU, PNV, CC, Los Verdes, PAR, PAS, URAS, UGT, CCOO                            |
| En contra                                                  | IU, PCPE, ERC, ICV, BLOC, CHA, BNG, EA, Aralar, PCTV, AA, IAS, PSM-EN, Els Verds, CT CGT |
| Voto en blanco                                             | PASOC                                                                                    |
| Abstención                                                 | BA y PA                                                                                  |

## Resultados

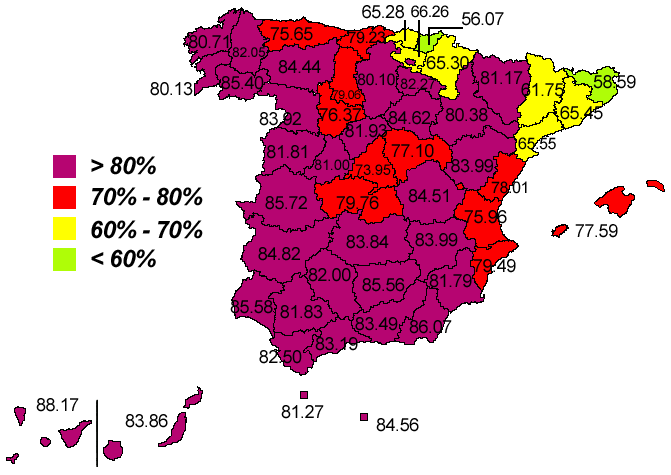
Distribución del 'sí' por provincias.

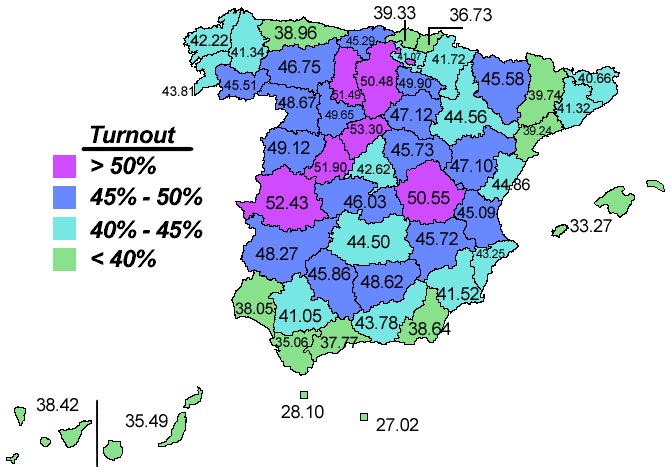
Distribución de la participación por provincias.

El resultado del referéndum fue una aplastante victoria del 'sí'. La participación fue tan sólo del 42%, la más baja desde la llegada de la democracia en 1977. Especialmente baja fue en Ceuta, Melilla, Baleares y Canarias. En el ámbito europeo supuso la primera aprobación por referéndum de los países de la Unión Europea que posteriormente sería rechazado en Francia y en los Países Bajos.
| Opción                | Votos      | %     |
| --------------------- | ---------- | ----- |
| A favor               | 11.057.563 | 81,84 |
| En contra             | 2.453.002  | 18,16 |
| Votos positivos       | 13.510.565 | 93,23 |
| Votos en blanco       | 856.664    | 5,91  |
| Votos anulados        | 124.523    | 0,86  |
| Participación         | 14.491.752 | 41,77 |
| Electores registrados | 34.692.491 | 100   |